# شهرستان کامنکا
شهرستان کامنکا (به لاتین: Camenca District) یک منطقهٔ مسکونی در ترانس‌نیستریا است که در ترانس‌نیستریا واقع شده‌است. شهرستان کامنکا ۴۳۴٫۵ کیلومتر مربع مساحت و ۲۱٬۰۰۰ نفر جمعیت دارد.